# Kreis Köthen
| Basisdaten                                           | Basisdaten                                |
| ---------------------------------------------------- | ----------------------------------------- |
| Bezirk der DDR                                       | Halle                                     |
| Kreisstadt                                           | Köthen                                    |
| Fläche                                               | 480 km² (1989)                            |
| Einwohner                                            | 77.898 (1989)                             |
| Bevölkerungsdichte                                   | 162 Einwohner/km² (1989)                  |
| Kfz-Kennzeichen                                      | K und V (1953–1990) KN und VN (1974–1990) |
| letzter Vorsitzender des Rates des Kreises           | Eckhard-Bodo Elze                         |
|                                                      |                                           |
| Der Kreis Köthen im Bezirk Halle (anklickbare Karte) |                                           |

Der Kreis Köthen war ein Landkreis im Bezirk Halle der DDR. Ab 1990 bestand er als Landkreis Köthen im Land Sachsen-Anhalt fort. Sein Gebiet gehört heute zum Landkreis Anhalt-Bitterfeld in Sachsen-Anhalt. Der Sitz der Kreisverwaltung befand sich in Köthen.

## Geographie
Der Kreis Köthen lag westlich von Dessau und grenzte mit seinem Nordteil an die Elbe. Er grenzte im Uhrzeigersinn im Norden beginnend an die Kreise Schönebeck, Zerbst, Roßlau, Stadtkreis Dessau, Bitterfeld, Saalkreis und Bernburg.

## Geschichte
Bereits von 1863 bis 1932 existierte in Anhalt ein Landkreis Köthen. Dieser ging 1932 im Landkreis Dessau-Köthen auf, der seit 1945 zum Land Sachsen-Anhalt und somit seit 1949 zur DDR gehörte. Am 1. Juli 1950 wurde aus dem Landkreis Dessau-Köthen und der bis dahin kreisfreien Stadt Köthen wieder ein Landkreis Köthen gebildet. Am 25. Juli 1952 kam es in der DDR zu einer umfassenden Kreisreform, bei der unter anderem die Länder aufgelöst wurden und durch Bezirke ersetzt wurden.
Der Landkreis Köthen gab Gebietsteile an die neuen Kreise Gräfenhainichen, Bernburg und Bitterfeld ab. Aus dem verbliebenen Teil des Landkreises wurde zusammen mit einigen Gemeinden des Landkreises Schönebeck der Kreis Köthen gebildet, der dem neugebildeten Bezirk Halle zugeordnet wurde.
In den Zeiten der politischen Wende, nach dem Mauerfall am 9. November 1989, wurde ein Runder Tisch im Kreis Köthen begründet, welcher Eckhard-Bodo Elze, bis zur Konstituierung eines neuen Kreistages, mit der Aufgabe des Vorsitzenden des Rates des Kreises Köthen betraute. Am 17. Mai 1990 wurde der Kreis in Landkreis Köthen umbenannt. Anlässlich der Wiedervereinigung der beiden deutschen Staaten wurde der Landkreis Köthen im Oktober 1990 dem wiedergegründeten Land Sachsen-Anhalt zugeschlagen. Bei der zweiten Kreisreform in Sachsen-Anhalt ging er am 1. Juli 2007 im Landkreis Anhalt-Bitterfeld auf.

## Einwohnerentwicklung
| Jahr      | 1960   | 1971   | 1981   | 1989   |
| Einwohner | 96.505 | 90.462 | 82.000 | 77.898 |

## Städte und Gemeinden
Nach der Verwaltungsreform von 1952 gehörten dem Kreis Köthen die folgenden Städte und Gemeinden an:
| - Aken (Elbe), Stadt - Arensdorf - Baasdorf - Bobbe - Chörau - Cösitz - Cosa - Diebzig - Diesdorf - Dohndorf - Dornbock - Drosa - Edderitz - Elsdorf - Elsnigk - Fraßdorf | - Frenz - Glauzig - Gnetsch - Görzig - Gröbzig, Stadt - Großbadegast - Großpaschleben - Hinsdorf - Kleinbadegast - Kleinpaschleben - Kleinzerbst - Köthen, Stadt - Lausigk - Libbesdorf - Libehna - Löbnitz an der Linde | - Maasdorf - Meilendorf - Merzien - Micheln - Mölz - Osternienburg - Piethen - Porst - Prosigk - Quellendorf - Radegast, Stadt - Reppichau - Reupzig - Riesdorf - Rosefeld - Scheuder | - Schortewitz - Storkau - Trebbichau an der Fuhne - Trinum - Weißandt-Gölzau - Wieskau - Wörbzig - Wulfen - Wülknitz - Würflau - Zabitz - Zehbitz - Zehmitz |

Eingemeindungen
- Bobbe, am 1. Oktober 1961 zu Dornbock
- Diesdorf, am 1. Januar 1967 zu Quellendorf
- Elsdorf, am 1. Oktober 1961 zur Stadt Köthen
- Frenz, am 1. Mai 1974 zu Großpaschleben
- Kleinbadegast, am 1. Januar 1970 zu Großbadegast
- Lausigk, am 1. Oktober 1961 zu Scheuder
- Mölz, am 1. Oktober 1961 zu Kleinpaschleben
- Porst, am 1. Oktober 1961 zur Stadt Köthen
- Rosefeld, am 1. Mai 1974 zu Libbesdorf
- Storkau, am 1. Januar 1957 zu Reupzig
- Würflau, am 1. Oktober 1961 zu Elsnigk
- Zehmitz, am 10. Oktober 1965 zu Zehbitz

## Wirtschaft
Bedeutende Betriebe im Kreis waren unter anderen:
- VEB Orbitaplast Weißandt-Gölzau
- VEB Magnesitwerk Aken
- VEB Einspritzgerätewerk Aken
- VEB Betonwerke Gröbzig
- VEB Spinndüsenfabrik Gröbzig
- VEB Polygraphischer Maschinenbau Köthen
- VEB Lacke und Farben Köthen
- VEB Vorwärmer- und Kesselbau Köthen
- VEB Förderanlagen und Kranbau Köthen

## Verkehr
Durch die östlich am Kreis vorbeiführende Nord-Süd-Autobahn Berliner Ring–Hirschberg war der Kreis an das Autobahnnetz der DDR angeschlossen. Dem überregionalen Straßenverkehr dienten außerdem die F 183 Richtung Bitterfeld, die F 185 Richtung Aschersleben und Dessau sowie die F 187a Richtung Zerbst.
Der Kreis Köthen wurde von den Bahnstrecken Magdeburg–Köthen–Leipzig, Aschersleben–Köthen–Dessau und Köthen–Aken erschlossen.

## Kfz-Kennzeichen
Den Kraftfahrzeugen (mit Ausnahme der Motorräder) und Anhängern wurden von etwa 1974 bis Ende 1990 dreibuchstabige Unterscheidungszeichen, die mit den Buchstabenpaaren KN und VN begannen, zugewiesen. Die letzte für Motorräder genutzte Kennzeichenserie war VR 00-01 bis VR 50-00.
Anfang 1991 erhielt der Landkreis das Unterscheidungszeichen KÖT.